# 石岛管理区
石岛管理区位于中国山东省荣成市，是荣成市在2005年以原石岛镇、宁津镇建立的特殊行政管理区。亦是全国少见的“经济单列区”。地处山东半岛的最东端，与韩国、日本隔海相望，是中国距离韩国最近的地方。

## 概况
中華民國政府于1946年设石岛市，1954年，中華人民共和國政府设石岛县。其后行政区划多有变化。1982年，设石岛镇。2000年，斥山镇并入。2001年，王连镇、东山镇并入。2005年1月，经山东省人民政府批准，撤消石岛镇、宁津镇，设立港湾、斥山、东山、王连、桃园和宁津街道。荣成市以此建立石岛管理区。现辖区总面积260平方公里，辖6个街道，144个行政村，41个居委会，总人口16.9万人。

## 经济
2011年完成区内生产总值230.4亿元，同比增长19.2%，地方财政收入11亿元，固定资产投资98.5亿元。 
- 渔业。有中国北方最大的渔港：石岛渔港和中国北方最大的渔市：石岛北方渔市。
- 造船业。是中国北方最大的造船基地，有24家大型的造船企业。知名企业包括：黄海造船厂，华鹏玻璃，赤山集团，泰祥食品等。
- 物流业。有国家一类开放口岸，石岛新港。

## 交通
陆路和海路交通发达。拥有石岛港，石岛老港，石岛新港等重要港口。现在的石岛新港是国家一类港口，有密集的往来韩国，日本的客货轮航线。山东半岛在建的青烟威荣城际铁路将把石岛纳入山东半岛城市生活圈。

## 旅游
石岛管理区位于山东半岛的最东端，夏无酷暑，冬无严寒，是世界上最适合人类居住的地方之一。管理区内有国家AAAA级风景区：赤山旅游风景名胜区。
拥有石岛宾馆，赤山大酒店等4星级酒店。
- 赤山法华院
- 天后宫
- 万米海水浴场